# Tom Sutton
Thomas F. "Tom" Sutton (15 de abril de 1937 – 1 de mayo de 2002) fue un historietista estadounidense que a veces usaba los pseudónimos Sean Todd y Dementia. Es conocido por sus colaboraciones en la línea de cómics de terror en blanco y negro para Marvel Comics y Warren Publishing, particularmente por ser el primer artista del popular personaje Vampirella.

## Biografía

### Juventud
Tom Sutton nació y se crio en North Adams, Massachusetts, donde su padre, Harry, tenía una tienda de fontanería, y trabajaba como maquinista y armero para General Electric y otras compañías. Tenía una hermanastra "siete u ocho años más joven que yo" del primer matrimonio de su padre, que era viudo. Influenciado por EC Comics y por el arte de Milton Caniff, Alex Raymond y Hal Foster, Sutton dibujaba desnudos para sus compañeros de clase, que le pagaban por ello.
Se alistó en la Fuerza Aérea de los Estados Unidos tras graduarse en el instituto en 1955, y trabajó en proyectos artísticos mientras estaba destinado en Fort Francis E. Warren, cerca de Laramie, Wyoming. Más tarde, destinado en la base aérea de Itami, en Japón, Sutton creó la tira, muy influenciada por Caniff, F.E.A.F Dragon, para una publicación de la base. Éste fue el primer trabajo profesional de Sutton, y le llevó a un largo trabajo para el pertódico militar Stars and Stripes.
En la oficina de Tokio de Stars and Stripes, dibujó la tira Johnny Craig, cuyo nombre se inspiró en el dibujante de EC Johnny Craig. Sutton recordaba que trabajó en esta tira "durante dos años y algunos meses. Trabajaba siete días a la semana. Todo era estúpido. Era una especie de versión barata de Johnny Hazard [de Frank Robbins], creo que lo era".
A su vuelta a la vida civil en 1959, Sutton vivió y trabajó en San Francisco, donde, dijo, "había algunas publicaciones... a las que vendía o daba dibujos". Seis meses después se mudó a Jacksonville, Vermont, donde sus padres residían en aquella época. Alrededor de 1960 empezó a estudiar en la escuela del Museo de Bellas Artes de Boston, con una beca o con la G.I. Bill.  Sutton no fue claro sobre esto en una entrevista de 2001. Estudió allí durante dos años y medio mientras trabajaba como freelance en arte comercial para pequeñas empresas publicitarias. Sutton se convirtió en director artístico de una compañía llamada AVP, y fue director de animación para Transradio Productions, entre otros muchos trabajos que incluyeron dibujos para un catálogo de Radio Shack.
Se casó con su primera mujer, Beverly, a principios de los años 60, y sus dos hijos nacieron poco tiempo después. El matrimonio duró aproximadamente cinco años. Tras su divorcio, su mujer se volvió a casar y Sutton perdió el contacto con sus dos hijos. Más tarde volvió a contactar con uno de ellos, Todd. Durante los últimos años 60, Sutton vivía en el North End de Boston. Se casó con su segunda mujer, Donna, y en 1970 ambos se mudaron a Newburyport, Massachusetts. Más adelante, Sutton vivió en Newburyport con su tercera mujer, Charlotte, que dirigía una guardería Montessori en el primer piso de su casa victoriana. En los años 90, se mudó a Amesbury, Massachusetts.

### WarrenyMarvel
Los dos primeros cómics de Sutton aparecieron en el mismo mes. Su primera venta, "The Monster from One Billion B.C.", fue publicada en el número 11 de la revista de terror en blanco y negro de Warren Publishing Eerie (septiembre de 1967), aunque originalmente se encargó para Famous Monsters of Filmland (donde se imprimió cuatro meses más tarde). También dibujó la historia del Oeste de cinco páginas "The Wild Ones", escrita por Sol Brodsky, en el número 137 de la serie de Marvel Kid Colt, Outlaw (septiembre de 1967). Fue uno de los muchos westerns que dibujó para la editorial, incluyendo la introducción de la serie de corta vida "Renegades" para el número 1 de Western Gunfighters (agosto de 1970).

Según Sutton, cuando llegó a Marvel, el redactor jefe Stan Lee:
...miró a los dibujos que había traído, [que era] material que había hecho para Stars and Stripes en Tokio. Creo que quedó bastante impresionado por el hecho de que yo había hecho una tira diaria durante dos años. No conocía a mucha gente que hubiese hecho eso... se acercó y cogió una pila de papel en blanco. Y dijo: "De acuerdo, hazme un par de Westerns y te veo la semana que viene. Pásalo bien." Lo recuerdo muy bien: "Pásalo bien".
Sutton ddsarrolló pronto un estilo propio, frenético y caricaturesco, que, yuxtapuesto con narrativas eramáticas, daba a su trabajo un dinamismo extraño y vibrante. Ese estilo distintivo le ayudó a crear el personaje sobrenatural Vampirella en su primera historia, "Vampirella of Draculona", escrita por Forrest J Ackerman, con diseño de vestuario de la artista Trina Robbins, en el número 1 de Vampirella (septiembre de 1969). Más adelante, con el guionista Archie Goodwin, Sutton ayudó en la transición del personaje de descarada anfitriona de historias de terror a ser un personaje dramático serio en la historia de 21 páginas "Who Serves the Cause of Chaos?" en el número 8 de la serie (noviembre de 1970, reeditada en color en la serie Vampirella Classics, publicada por Harris Comics.
Aunque apto para las historias de terror, Sutton era también admirado por su trabajo para la ciencia ficción, en series como El Planeta de los Simios (de Marvel) y Grimjack y Squalor (de First Comics), y por la serie de humor Not Brand Ecch, en la que apareció en casi cada ejemplar junto a parodias de los personajes de Marvel. No era especialmente apto para dibujar superhéroes, ni por su estilo artístico ni por su temperamento (una vez les llamó "fascistas"). Aunque hizo colaboraciones esporádicas, Sutton se mantuvo fundamentalmente en los héroes sobrenaturales de la Marvel::Werewolf by Night, Ghost Rider y Doctor Strange (en la serie de los años 70, más una serie de historias de complemento del Barón Mordo en la serie de los años 80 Doctor Strange, Sorcerer Supreme). Junto al guionista Steve Englehart, Sutton introdujo la segunda encarnación de la Bestia, que protagonizó su propia serie (mezcla del género superheroico y de terror) en los números 11 a 15 de Amazing Adventures (marzo a septiembre de1972).

Una serie en la revista en blanco y negro Planet of the Apes, un spin-off licenciado de la franquicia cinematográfica, realizado junto al guionista Doug Moench, fue "reconocida por muchos como lo mejor de Sutton", dijo el historiador de cómics y columnista Tom Spurgeon:
Juntos, crearon las "Historias del Futuro" de Planet of the Apes. [Para esta] saga fantástica enormemente elaborada e inteligentemente diseñada, que transcurría en el mundo de las películas, Sutton trabajó con originales de gran tamaño para mostrar mejor su trabajo y permitir un detalle meticuloso. El resultado fue una historia fantástica exuberante, atmosférica e impactante.  "Realmente convirtió el trabajo en un gozo, pura diversión", dijo Moench [ a The Comics Journal]."  Este tío estaba tan metido en "Historias del Futuro", quería poner tanto detalle, que trabajaba en unas mesas de dibujo gigantescas. Era una reviota en blanco y negro, así que ya era más grande que los cómics normales. Entonces dobló el tamaño de la serie, estas cosas enormes que cubrían mi escritorio. Justo ahí hizo algo especial, sólo el tamaño de ello. El entusiasmo que ponía en cada trazo convertía todo en muy excitante"[
Para Warren, Sutton dibujó docenas de historias al principio de su carrera. También colaboró con Skywald Publications, dibujando la secuela de la novela Frankenstein o el moderno Prometeo, llamada "Frankenstein, Book II" (serializada en los números 3 a 6 de la revista Psycho (1971 - 1972), bajo el pseudónimo "Sean Todd" (el guionista y dibujante era Sutton y los entintadores, Dan Adkins, Jack Abel y el propio Sutton), para evitar la ira del editor James Warren. Una historia independiente para el número 4 de Psycho, escrita por Sutton y dibujada por él y Syd Shores, se acreditó a "Larry Todd" (guionista) y "David Cook" (dibujos). Esto fue el resultado de que alguien había insertado sorprendenetemente el nombre del guionista real Larry Todd en lugar del pseudónimo habitual Sean Todd.
Para la línea de cómics en color, de corta vida, publicada por Skywald, Sutton escribió y dibujó historias para la serie de westerns Butch Cassidy y la serie de terror The Heap (sin ninguna relación con el personaje de los años 40 y 50 publicado por Hillman Periodicals y más tarde revivido por Eclipse Comics). Dibujó al similar monstruo del pantano El Hombre Cosa, en una serie de historias de ocho páginas en la serie Marvel Comics Presents durante los años 80.

### Carrera posterior
A mediados de los años 70, Sutton se mudó a Mystic, Connecticut,  donde vivió hasta principios de los años 80 y escribió y dibujó historias de terror para Charlton Comics, como Ghost Manor, Midnight Tales, Monster Hunters y The Many Ghosts of Doctor Graves, también pintando las portadas de algunos de esos títulos. Dibujó el número 50 de Marvel Premiere (octubre de 1979), protagonizado por el músico de rock Alice Cooper. A mediados de los años 80, Sutton dibujó historias de suspense para House of Secrets y House of Mystery, publicadas por DC Comics, que incluyeron la historia "Yo... Vampiro" , con guiones de J. M. DeMatteis. Dibujó todos los números (56) de la serie de DC Star Trek (1984–1988), un periodo en el cual, dijo, "Sé que me estaba convirtiendo en un alcohólico." El deseo de continuar dibujando, dijo, venció a las ganas de beber:
Puedes beber como un puto cosaco y hay una vocecita que despierta en tu cabeza que dice, "¿Te gustaría dibujar, o quieres estar borracho, bocabajo contra el fango?" Elige una. Ésas son las únicas dos opciones que tienes. Yo tuve mi propio pequeño milagro. Agradezco a Dios por ello en este día. No estoy dándole importancia. La única razón por la que hablo de ello es el hecho de que creo que hay otra gente ahí fuera que necesitan saber esto. Que puedes salvarte a ti mismo. Vas a Alcohólicos Anónimos, y eh, No podía soportar Alcohólicos Anónimos. Para otra gente es un gran lugar....  Me quedé sin bares. Uno por uno, debe haber una docena en Newberryport, Era persona non grata en todos y cada uno de ellos [y]... nunca me quedaba sólo en casa para beber. Necesitaba un público.
Al final de su vida, Sutton hizo arte comercial para agencias publicitarias de Nueva Inglaterra, y bajo su pseudónimo "Dementia", que adoptó en 1994, dibujó para la línea de cómics eróticos Eros Comix, publicada por Fantagraphics. También fue pintor, y dibujó varios lienzos ambientados en bares, que fueron exhibidos en varias galerías de arte. En 1978, publicó una serie de seis litografías inspiradas por H. P. Lovecraft, La búsqueda onírica de la desconocida Kadath, que se reimprimió en 2002 en el libro Graphic Classics: H. P. Lovecraft.
La policía encontró muerto a Sutton por un aparente ataque al corazón en su apartamento de Amesbury, el 3 de mayo de 2002; no está claro si se realizó una comprobación médica de la hora de la muerte. el Índice de Mortalidad de la Seguridad Social confirma que la fecha de su muerte es el 1 de mayo de 2002. El número 1 de Dementia's Dirty Girls (mayo de 2002), publicado por Eros, incluía un tributo de Bill Pearson.